# Martin Stredonius

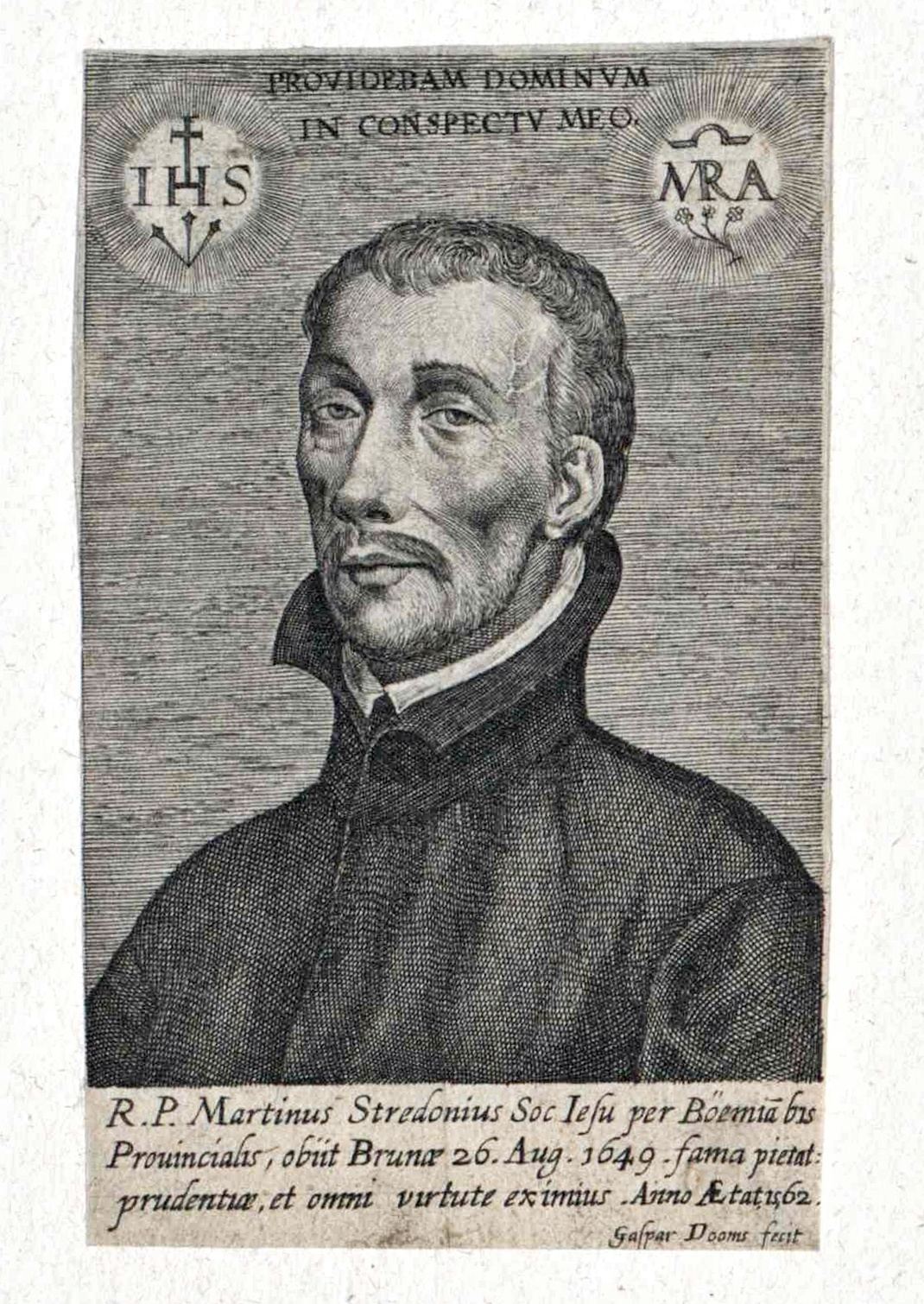
Martin Stredonius

Martin Stredonius SJ (lateinisch Martinus Stredonius, tschechisch Martin Středa, auch Martin Středovský, polnisch Marcin Strzoda; * 11. November 1587 in Gleiwitz, Herzogtum Oppeln; † 26. August 1649 in Brünn, Markgrafschaft Mähren) war einer der führenden Jesuiten der böhmischen Ordensprovinz. Von 1627 bis 1629 und von 1641 bis 1647 war er Rektor des Brünner Jesuitenkollegs und von 1629 bis 1638 Rektor der Prager Karlsuniversität. Von 1638 bis 1641 und von 1648 bis zu seinem Tod 1649 bekleidete er das Amt des Provinzials von Böhmen. Im Dreißigjährigen Krieg erwarb er sich 1645 große Verdienste um die Verteidigung der Stadt Brünn.

## Leben

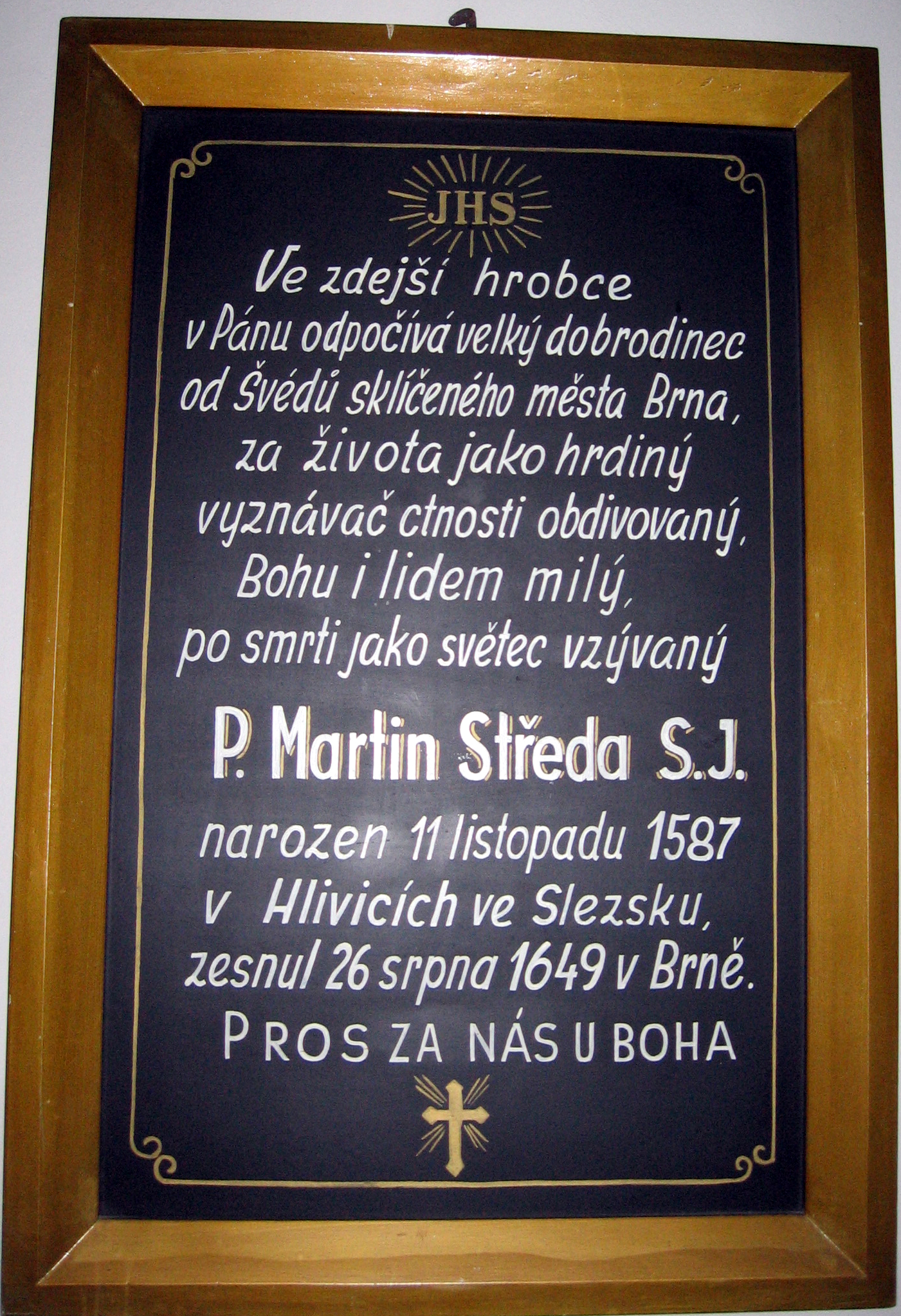
Gedenktafel in der Mariä-Himmelfahrt-Kirche in Brünn

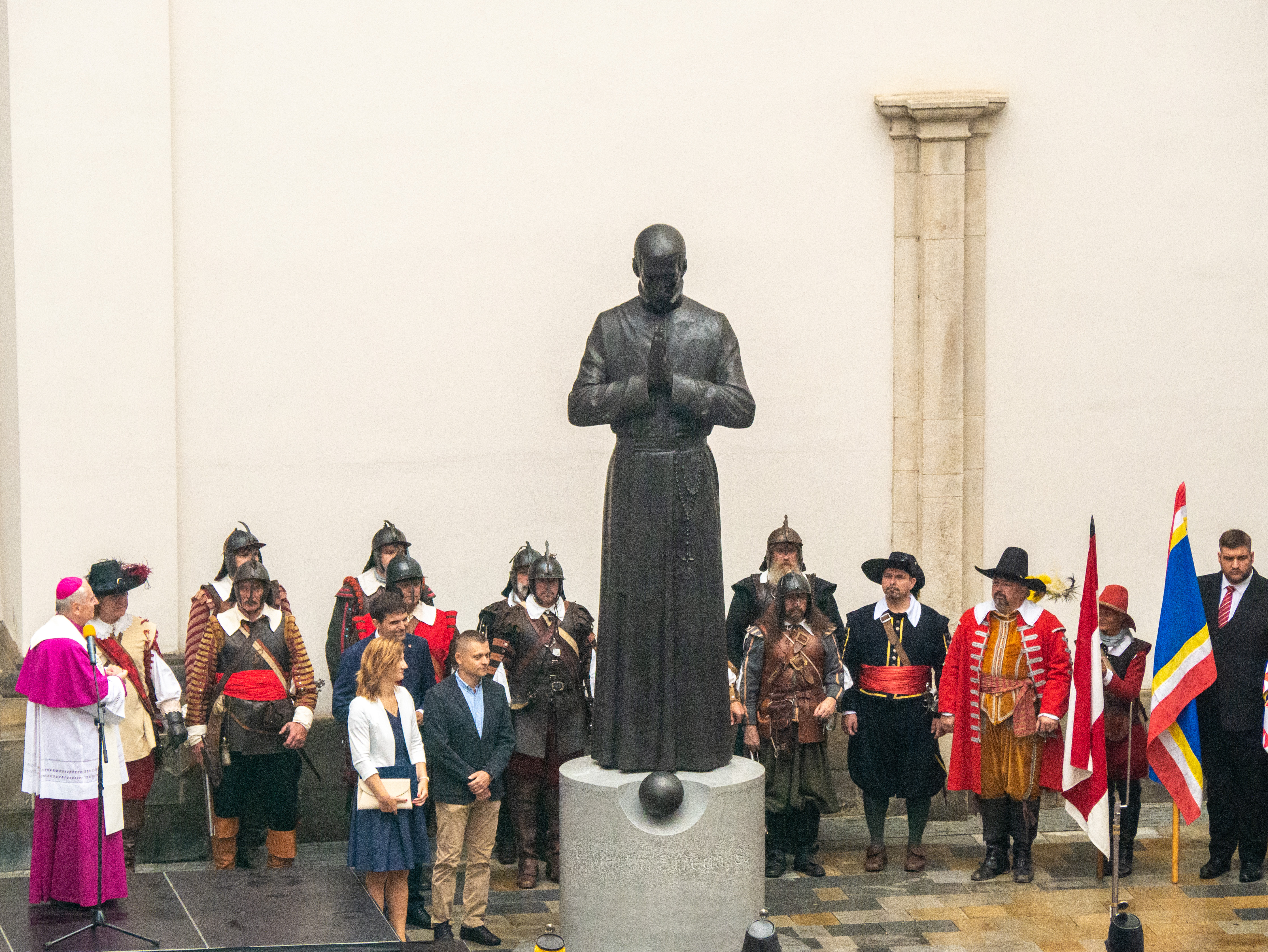
Enthüllung des Denkmals für Martin Stredonius in Brünn

Martin Stredonius entstammte einer tschechischen Familie. Er war der älteste von drei Söhnen des gleichnamigen Gleiwitzer Stadtrates. Seine Mutter Barbara war die Schwester des Georg Polenta von Sudetis (Jiří Polenta ze Sudetu), der von 1561 bis 1562 das Amt des Rektors der Karlsuniversität bekleidete. Martin besuchte zunächst die Pfarrschule in Gleiwitz und danach in Oberglogau. Er sprach hervorragend tschechisch, das damals Amtssprache im Herzogtum Oppeln war, sowie deutsch und polnisch. Ab 1604 studierte er am Prager Jesuitenkolleg Clementinum. Vier Jahre später trat er in Brünn das zweijährige Noviziat an, das er im September 1610 mit den vorgeschriebenen Gelübden abschloss. Danach wurde er vom Orden zu weiteren Studien nach Graz geschickt, wo er an der damals jesuitischen Universität Deutsch, Latein und Philosophie studierte. Ab 1615 unterrichtete er in Prag Rhetorik an Ordensschulen und studierte zudem Theologie. Nach dem Ständeaufstand von 1618 flüchtete er mit den Prager Jesuiten nach Graz, wo er 1620 zum Priester geweiht wurde. Nach der Schlacht am Weißen Berg kehrte er 1621 nach Prag zurück, erlangte den philosophischen Doktorgrad und wurde Professor für Rhetorik. Nach weiteren theologischen Studien legte er 1624 das vierte Ordensgelübde ab, mit dem er sich verpflichtete, Missionen überall dort durchzuführen, wohin er vom Papst gesandt werden würde. 1625 promovierte er zum Dr.-theol., von 1626 bis 1627 unterrichtete er am Neisser Jesuitenkolleg und von 1627 bis 1629 bekleidete er das Amt des Rektors am Brünner Jesuitenkolleg. Dort setzte er sich für die Fertigstellung des Kollegs sowie die Instandsetzung der durch die Türkenkriege verwüsteten Kolleggüter ein und veranlasste u. a. den Bau von drei Fischteichen sowie einer Wasserleitung, die von Řečkovice (Retschkowitz) zum Kolleg und seiner Umgebung führte. Neben der Armen- und Krankenfürsorge richtete er Stipendien für mittellose Studenten ein. Bereits 1628 wurde er vom Prager Erzbischof Franz Anton von Harrach mit der Aussendung der Jesuiten nach Klattau beauftragt, wo ein jesuitisches Kolleg mit Gymnasium errichtet werden sollte. Erster Rektor des Klattauer Kollegs war 1636–1644 Martins Bruder Andreas Stredonius (Ondřej Středa).
1629 wurde Martin Stredonius Rektor der Jesuiten-Akademie Clementinum. Nachfolgend setzte er sich u. a. für die Festigung der Ordensdisziplin ein und stellte zur Abwehr der Bedrohungen durch den Dreißigjährigen Krieg ein Studenten-Verteidigungskorps auf. Wegen des sächsischen Einfalls verließ er Prag. Nach der Rückkehr 1632 setzte er sich für die Erneuerung des Schulwesens und für die Beseitigung der Kriegsschäden ein. 1638 wurde er Provinzial der böhmischen Ordensprovinz, womit er das höchste jesuitische Ordensamt bekleidete. Während der nächsten drei Jahre setzte er sich für die Sozial- und Gesundheitsfürsorge ein und verhandelte hierüber auch mit Kaiser Ferdinand III. Im Dreißigjährigen Krieg setzte er sich während der schwedischen Besetzung Prags erfolgreich für die Freilassung der gefangen genommenen Jesuiten ein, indem er sich selbst als Geisel anbot.
1641 gab Martin Středa das Amt des Provinzials ab und wurde wiederum Rektor am Brünner Jesuitenkolleg. Als Brünn im September 1643 von den Schweden belagert wurde, versuchte er wiederum die Kriegsfolgen zu mindern, indem er z. B. Flüchtlingen Zuflucht im Kolleg gewährte. Besondere Verdienste um Brünn erwarb er sich 1645 nach der Schlacht bei Jankau, aus der die Schweden siegreich hervorgingen. Martin Středa bereitete seine Untergebenen sowie die Brünner Bürger auf die Verteidigung der Stadt vor. Der militärische Verteidiger der Stadt, Jean-Louis Raduit de Souches, General der Kaiserlichen Armee, soll von Martin Středa Rat und Zuspruch erhalten haben. Wegen seines Einsatzes und seiner Tapferkeit bei der Verteidigung Brünns wurde Martin Středa von den Bewohnern heiligmäßig verehrt. Nach einer Legende soll die schwedische Belagerung am 15. August 1645, dem Fest Mariä Himmelfahrt, dadurch beendet worden sein, dass die letzte von den Schweden abgefeuerte Kugel ohne weiteren Schaden vor Středas Füßen landete. Später kehrte Martin Středa nach Prag zurück, wo er Spiritual des Clementinums wurde und mehrere theologische und asketische Schriften verfasste, die jedoch bisher nicht gedruckt wurden. 1648 wurde er erneut zum Provinzial der böhmischen Ordensprovinz berufen. Nach einer Reise durch Schlesien ließ er sich im geschwächten gesundheitlichen Zustand nach Brünn bringen, wo er am 26. August 1649 starb. Sein Leichnam wurde in einem gläsernen Sarg in der Krypta der Mariä-Himmelfahrt-Kirche beigesetzt.

## Würdigung
- Nach seinem Tod erschienen Textauszüge aus seinem Werk Excerpta Ex Ore R.P. Martini Stredonii, Anno 1647. Cum fama Sanctitatis, mortui Brunae, 24. Aug. 1649 Digitalisat
- Zu seinen Ehren wurden u. a. Straßen in seiner Geburtsstadt Gleiwitz und Brünn[7] benannt.
- Im Jahr 2009 wurde eine 471 kg schwere Kirchenglocke für die Brünner Kirche Mariä Himmelfahrt gegossen, die seinen Namen trägt.[8]
- Vor der Kirche Mariä Himmelfahrt wurde am 15. August 2020 ein Denkmal von Martin Stredonius enthüllt.